# هوش تعبیه شده
هوش جاسازی‌شده به عنوان توانایی یک محصول، فرایند یا سرویس برای بازتاب عملکرد عملیاتی، بار استفاده یا محیط خود مشخص می‌شود. انگیزه این کار ممکن است افزایش عملکرد، طول عمر یا کیفیت محصول باشد. خود بازتاب ممکن است توسط اطلاعات جمع‌آوری شده از طریق سنسورهای جاسازی شده تسهیل شود و به صورت محلی پردازش شود یا از راه دور برای پردازش ارتباط برقرار کند
هوش جاسازی شده به یک رویکرد مطالعات میان‌رشته‌ای برای اجرای موفق بستگی دارد.

## مشخصات و اهداف
هوش جاسازی شده با هدف ارائه محصولات، سیستم‌ها و خدمات دقیق تر به صنعت از طریق ادغام و استفاده هدفمند برای برنامه‌های خاص است. می‌توان آن را درک کرد:
- ساخت و ساز که در آن مجموعه‌های یکپارچه از تلفیقی از فن آوری استفاده می‌کنند — به عنوان مثال، مدارهای مجتمع نیمه هادی و «بیشتر از سیستم‌های مور»[۱]که به‌طور مستقیم بر روی دستگاه‌های نیمه هادی ساخته شده‌است
- ترکیبی از توابع — به عنوان مثال، یک صفحه نمایش لمسی با ترکیبی از تحریک با نشانه
- اتصال، که در آن اطلاعات از یک زیر عنصر محصول، محصول سیستم یا خدمات به دیگری توسط سیم، رادیو، فوتونیک، یا دیگر رسانه‌های ارتباطی، مانند صدا یا امضای شیمیایی حمل می‌شود

هوش جاسازی شده می‌تواند به اهداف بسیاری خدمت کند، از جمله:
- نظارت بر سلامت و استفاده از محصولات و دارایی‌های با ارزش
- سهولت استفاده از یک محصول، سیستم یا خدمات
- درخواست تجدید نظر در بازار و پذیرش، که در آن یک محصول مد روز می‌شود، به عنوان مثال، یک تبلت که محبوبیت خود را با اضافه کردن خدمات پیشرفته، طراحی ارگونومیک از نظر شکل و عملکرد، و زیبایی‌شناسی افزایش یافته‌است
- توانایی یک سرویس، سیستم یا محصول برای استفاده توسط افراد سالخورده، معلول یا قبلاً از نظر اجتماعی حذف شده‌است

## برنامه‌های کاربردی

### سلامت دارایی‌های ارزش بالا
محصولات و دارایی‌های با ارزش بالا در بسیاری از بخش‌های صنعتی، از حمل و نقل، حمل و نقل هوایی، شبکه‌های برق و غیره مستقر شده‌اند. چنین دارایی‌هایی چالشهای قابل توجهی را از نظر طراحی، بهره‌برداری و نگهداری آنها به دلیل محدودیت در دید سلامت ارائه می‌دهند. توانایی نظارت بر این دارایی‌ها توسط شرایط محیطی تهاجمی که بر رانش و خرابی سنسور، مدیریت قدرت و مسائل ارتباطی تأثیر می‌گذارد، مانع می‌شود.
شبکه‌های امروز برای حمل و نقل (زیرساخت، سیگنالینگ و خدمات در خطوط قطار) و انتقال قدرت (به عنوان مثال شبکه هوشمند، مدیریت شبکه، حفاظت و کنترل نیاز به سنسورهای یکپارچه‌ای دارد که می‌توانند اطلاعات قابل اعتماد را جمع‌آوری کنند، آن را به‌طور ایمن انتقال دهند و آن را از داده‌ها به دانش به عمل برای بستن حلقه تبدیل کنند. این بازخورد به سیستم محصول اجازه می‌دهد تا انعطاف‌پذیری و چابکی ایجاد کند.

### برچسب‌های هوشمند در تولید خودرو
هنگامی که تولیدکنندگان خودرو برچسب‌های هوشمند را در اکثر اجزای خود جاسازی می‌کنند، دما، ارتعاش و سایر داده‌های ضروری را می‌توان در طول چرخه عمر یک ماشین برداشت کرد. بازجویی از آنتولوژی‌های شبکه‌های بیزی امکان شناسایی و پیش‌بینی اجزای معیوب را فراهم می‌کند که می‌توانند جایگزین و مهندسی مجدد شوند تا اطمینان از قابلیت اطمینان بیشتر حاصل شود. هستی‌شناسی‌ها همچنین می‌توانند ژانرهای اتومبیل‌هایی را که باید به خاطر بسپارند - با توجه به سابقه رانندگی - تعیین کنند، بنابراین هزینه‌های یادآوری را کاهش می‌دهند و کیفیت تجربه مصرف‌کننده را افزایش می‌دهند.

## چشم‌انداز دولت انگلستان و نیاز صنعت
یک نیاز صنعت برای مهندسان آموزش دیده در سیستم‌های الکترونیک وجود دارد، زیرا رشد بیشتر در انگلستان به وجود می‌آید، همان‌طور که در سیستم‌های الکترونیک اخیراً منتشر شده‌است: چالش‌ها و فرصت‌ها” (گزارش یونسکو). این گزارش رهبران صنعت و دولت را برای دستیابی به اهداف رشد بلندپروازانه ای که تا سال ۲۰۲۰ شاهد ۱۵۰ ،۰۰۰ نفر دیگر در سیستم‌های الکترونیکی خواهد بود، گرد هم آورده‌است، مانند آنهایی که این CDT قصد دارد ارائه دهد. این گزارش بیان می‌کند که کمبود بحرانی در کارکنان بسیار آموزش دیده و ماهر می‌تواند بخشی از ارائه مراکز آموزش دکترا (CDTs) برای تأمین بودجه و آموزش دانشجویان دکترا باشد. مطالعه تولید ارزش بالا هیئت استراتژی فناوری (TSB) همچنین موضوعات استراتژیک “ ایجاد محصولات نوآورانه را از طریق ادغام مواد جدید، پوشش‌ها، پوشش‌ها، شناسایی کرد، و الکترونیک با فن آوری‌های جدید تولید و "افزایش رقابت جهانی فن آوری‌های تولید انگلستان با ایجاد سیستم‌های تولید کارآمد و مؤثر ”.
این گزارش نیاز به صلاحیتهای ملی، از جمله سیستم‌های هوشمند و الکترونیک تعبیه شده ” را شناسایی کرد. علاوه بر این از طریق “الکترونیک، فوتونیک و سیستم‌های الکتریکی: منطقه فناوری کلیدی "۲۰۱۱–۲۰۰۸” گزارش، TSB سیستم‌های جاسازی شده را به عنوان یک تکنولوژی که انگلستان دارای توانایی بالا و پتانسیل بازار بالا است، ترویج می‌کند.
در اروپا نیز سرمایه‌گذاری قابل توجهی از طریق ENIAC انجام می‌شود، برنامه‌های Artemis و EPoSS که قرار است تا Horizon 2020 ادامه یابد و نزدیک به €۵ میلیارد سرمایه‌گذاری در طول ۷ سال داشته باشد. دستور کار تحقیقات استراتژیک اخیر در ادغام سیستم‌های هوشمند پلت فرم فناوری اروپا EPoSS همچنین هوش جاسازی شده را به عنوان عامل کلیدی در طراحی و ساخت محصولات و خدمات پیچیده شناسایی کرد.
حتی اگر آنچه در بالا گفته شد ممکن است واقعی باشد، اما توجه داشته باشید که این نیازها در سراسر جهان متفاوت است و ممکن است همیشه با اجرای هوش جاسازی شده سازگار نباشد.

## درآمد پیش‌بینی شده
در حالی که به عنوان یک تکنولوژی نسبتاً نابالغ است، اینترنت اشیاء احتمالاً تعداد اشیاء متصل را تا سال ۲۰۲۰ به ۵۰ میلیارد می‌رساند. ادغام پردازنده‌های جاسازی شده با سنسورها، هوش، اتصال بی‌سیم و سایر اجزای با سیستم عامل‌های سطح بالا، خدمات میان افزار و یکپارچه سازی سیستم به عنوان یک نسل جدید از الکترونیک توسط اینتل در نظر گرفته شده‌است. آنها پیش‌بینی می‌کنند که در طول ۱۰ سال آینده دستگاه‌های “IT برای صنایع از جمله پزشکی، تولید، حمل و نقل، خرده فروشی، ارتباطات، لوازم الکترونیکی مصرفی و انرژی یک جهت توسعه را می‌گیرند که باعث می‌شود طرح‌های هوشمند بخشی از تمام سبک زندگی ما باشد. بر این اساس، آنها پیش‌بینی رشد قابل توجهی برای سیستم‌های جاسازی شده (CAGR از ۱۸٪ از ۲۰۱۱ به ۲۰۱۶). داده‌های گزارش شده توسط آی‌دی‌جی(IDC) پیش‌بینی می‌کند که ارزش جهانی بازار سیستم‌های جاسازی شده تا سال ۲۰۱۵ با بخش‌های خودرو، صنعتی، ارتباطات و مراقبت‌های بهداشتی €۱٫۵ تریلیون درآمد داشته باشد.

### اینترنت اشیاء
اگرچه چشم‌انداز 'اینترنت اشیاء' برای اولین بار در سال ۱۹۹۹ تدوین شد، اما نقشه راه فناوری هنوز از یکپارچه بودن فاصله دارد. چشم‌انداز داشتن همه اشیاء مرتبط با اینترنت ممکن است تنها زمانی قابل دستیابی باشد که فناوری اجازه پذیرش جهانی را بدهد. در این راستا، هوش جاسازی شده می‌تواند کلیدی برای این فن آوری‌های در حال ظهور برای فعال کردن جهانی شدن باشد.